# Барнс, Бен (политик)
Бен Барнс (англ. Ben Barnes; род. 17 апреля 1938, Гормен, округ Истленд, Техас) — американский политик и бизнесмен, 36-й вице-губернатор Техаса (1969—1973).

## Биография
Бен Барнс родился 17 апреля 1938 года в городе Гормен (округ Истленд, штат Техас). Он обучался в Техасском университете в Остине.

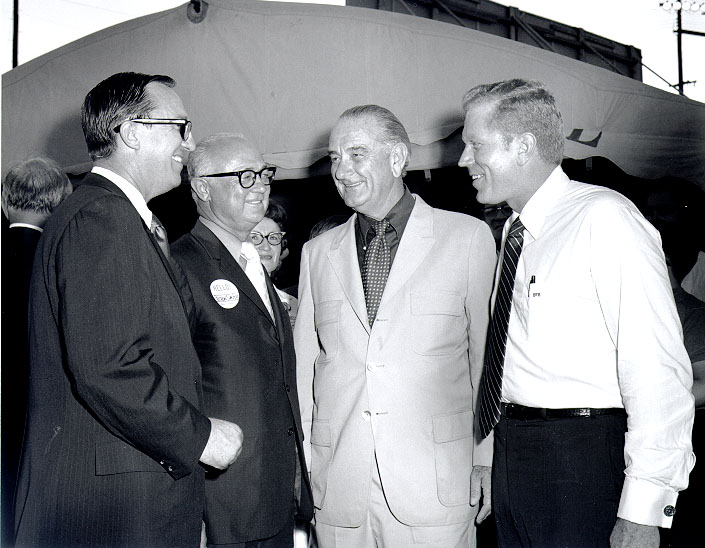
Бен Барнс (справа) со спикером Гасом Матчером, губернатором Престоном Смитом и бывшим президентом Линдоном Джонсоном в Бренэме 17 августа 1970 года

После окончания университета, в 1960 году 22-летний Барнс был избран в Палату представителей Техаса, где он проработал четыре двухлетних срока, с 1961 по 1969 год. В 1965 году он был избран спикером Палаты представителей Техаса, став самым молодым председателем палаты за всю её историю.
В 1968 году Барнс участвовал в выборах в качестве кандидата на пост вице-губернатора Техаса, вместе с будущим губернатором Техаса Престоном Смитом. Одержав убедительную победу на выборах (набрав 78% голосов при номинации от демократической партии и 72% на основных выборах), 30-летний Барнс стал самым молодым вице-губернатором за всю историю Техаса. Он проработал в этой должности с января 1969 года по январь 1973 года.
В 1972 году Барнс участвовал в первичных выборах от демократической партии на пост губернатора Техаса (Texas gubernatorial election, 1972), но проиграл Дольфу Бриско, будущему губернатору штата.
После этого Барнс ушёл из большой политики и занялся бизнесом, основав консалтинговую фирму Entrecorp. В 1992—1997 годах он также участвовал в деятельности компании GTECH Corporation, которая, в частности, занималась проведением лотереи Texas Lottery.